# Jim Siedow
James Nash Siedow, dit Jim Siedow, est un acteur américain né le 12 juin 1920 et mort le 20 novembre 2003. Il est surtout connu pour son rôle du cuisinier dans Massacre à la tronçonneuse de Tobe Hooper.

## Biographie

### Débuts
Jim Siedow est né à Cheyenne, dans le Wyoming. Il commence à jouer dans la classe d'art dramatique de son lycée, puis déménage à New York, où il participe à des productions théâtrales. Pendant la Seconde Guerre mondiale, Siedow sert dans l'armée de l'air. Après la guerre, il s'installe à Chicago, dans l'Illinois, et commence à travailler à la radio. En septembre 1946, il rencontre et épouse une actrice nommée Ruth, qui sera sa femme jusqu'à sa mort. Ils ont eu trois enfants.

### Carrière
Peu après leur mariage, ils s'installent à Houston, au Texas, où Siedow continue de jouer, créant l'un des premiers théâtres communautaires locaux de Houston. Il met en scène la première production à Houston de Qui a peur de Virginia Woolf ? d'Edward Albee. En 1971, Siedow apparaît pour la première fois au cinéma, dans un film peu connu intitulé The Windsplitter, où il joue un personnage nommé M. Smith. Il interprète ensuite son rôle le plus célèbre, celui de Drayton Sawyer, dans le film culte Massacre à la tronçonneuse en 1974.
Il joue également dans le téléfilm Alerte rouge en 1977 et dans le film Hotwire en 1980. En 1986, il reprend son rôle de Drayton Sawyer dans Massacre à la tronçonneuse 2, la suite de Massacre à la tronçonneuse.

### Mort
Jim Siedow est décédé à Houston des complications d'un emphysème en 2003, à l'âge de 83 ans.

## Filmographie
Sauf indication contraire, les informations mentionnées dans cette section peuvent être confirmées par la base de données cinématographiques IMDb,  présente dans la section « Liens externes ».

### Cinéma
- 1971 : The Windsplitter de J.D. Feigelson : le prêtre
- 1974 : Massacre à la tronçonneuse (The Texas Chain Saw Massacre) de Tobe Hooper : Drayton Sawyer, le cuisinier
- 1977 : Alerte rouge (en) (Red Alert) de William Hale : Howard Ives
- 1980 : Hotwire de Frank Q. Dobbs
- 1986 : Massacre à la tronçonneuse 2 (The Texas Chainsaw Massacre 2) de Tobe Hooper : Drayton Sawyer, le cuisinier

### Télévision
- 1987 : Histoires fantastiques (Amazing Stories) de Steven Spielberg : Totzke (1 épisode)